# Montboissier
Montboissier är en kommun i departementet Eure-et-Loir i regionen Centre-Val de Loire strax norr om centrala Frankrike. Kommunen ligger i kantonen Bonneval som tillhör arrondissementet Châteaudun. År 2022 hade Montboissier 348 invånare.

## Befolkningsutveckling
Antalet invånare i kommunen Montboissier
Referens:INSEE